# Zaire 74

O Zaire 74 foi um festival de música ao vivo de três dias que aconteceu de 22 a 24 de setembro de 1974 no Estádio 20 de maio em Kinshasa, Zaire (actual República Democrática do Congo). O concerto, idealizado pelo trompetista sul-africano Hugh Masekela e pelo produtor musical Stewart Levine, pretendia ser um grande evento promocional para a luta pelo campeonato de boxe de peso-pesado entre Muhammad Ali e George Foreman, conhecido como The Rumble in the Jungle. Quando uma lesão forçou Foreman a adiar a luta por seis semanas, o público-alvo de turistas internacionais do festival foi praticamente eliminado e Levine teve que decidir se cancelava ou não o evento. A decisão foi feita para seguir em frente e 80.000 pessoas compareceram.